# Super Champ XD
 (avril 2022).
Si vous disposez d'ouvrages ou d'articles de référence ou si vous connaissez des sites web de qualité traitant du thème abordé ici, merci de compléter l'article en donnant les références utiles à sa vérifiabilité et en les liant à la section « Notes et références ».
 (avril 2022).
Le Super Champ XD est un amplificateur hybride à lampes pour guitare électrique de la marque Fender. Il appartient à la série Vintage Modified, reprenant des caractéristiques d'anciens amplis de la marque. D'une puissance de 15 W, il embarque un haut-parleur de 10" en 8 ohms.

## Caractéristiques
L'étage de préamplification repose sur une lampe 12AX7 (ECC83 en Europe), tandis que l'étage de puissance s'appuie sur deux lampes 6V6 (en), délivrant 15 W.
Le Super Champ XD possède deux canaux switchables (canal « clair » et canal avec des modélisations d'ampli). Les canaux 1 et 2 ont un volume séparé, mais partagent la même égalisation (aigus/graves, via deux potentiomètres). Le canal 2 dispose quant à lui de deux contrôles supplémentaires : le gain et le "voicing". Le contrôle de gain règle le gain apporté par l'étage de préamplification, tandis que le voicing permet de choisir parmi les différentes modélisations d'ampli.
Du point de vue physique, il possède les caractéristiques suivantes : 
- Poids : 10,9 kg
- Hauteur : 38 cm
- Largeur : 45 cm
- Profondeur : 22,9 cm

## Voicings
Le canal 2 propose 16 voicings qui simulent des amplis célèbres. La plupart sont des modèles de Fender, mais on trouve aussi des simulation de Vox et de Marshall : 
1. Tweed Champ
2. Tweed Bassman
3. Tweed Deluxe
4. Blackface Clean (Twin)
5. Blackface overdrive
6. Blackface Deluxe OD (SRV)
7. Vox AC
8. Marshall Plexi
9. Marshall Modern
10. Hot Rod Blues Junior
11. Hot Rod Disto Boutique
12. Hot Rod Sustain
13. Metal Hi gain
14. Metal Hi gain sustain
15. Fender Jazz King
16. Acoustasonic

## Effets
Il y a également des effets intégrés, qui peuvent être plus ou moins mélangés au signal original via le contrôle "FX LEVEL".Pour couper complètement les effets, il faut mettre ce potentiomètre à 0.
L'effet, ou la combinaison d'effets, se sélectionne par un switch rotatif à 16 positions "FX SELECT"
1. Vibratone lent
2. Vibratone rapide
3. Delay 130ms
4. Delay 300ms
5. Delay 450ms
6. Reverb hall
7. Reverb concert
8. Reverb spring
9. Reverb+delay
10. Chorus rapide
11. Chorus profond
12. Chorus+delay
13. Chorus+reverb
14. Tremolo lent
15. Tremolo intermédiaire
16. Tremolo rapide

## Connectique et contrôles
Le panneau arrière de l'ampli comporte une prise pour le câble d'alimentation, une prise jack pour le footswitch (en),  une sortie ligne, et une sortie HP de 8 Ohms (dans laquelle est branchée via un jack le haut-parleur de 10 pouces). On y trouve aussi le fusible, et le switch on/off pour allumer et éteindre l'ampli. 
Sur le panneau avant se trouve l'entrée instrument, ainsi que les contrôles suivants (de gauche à droite) : 
- Volume du canal 1
- Switch de changement de canal
- Volume du canal 2
- Gain du canal 2
- Sélection du voicing
- Réglage aigus
- Réglage basses
- Niveau de l'effet
- Sélection de l'effet

## Autres versions
L'ampli a été décliné en version 5 W (Vibrochamp XD) ainsi qu'une deuxième version, le Superchamp X2, qui est doté d'une prise USB qui permet d'accéder à de nombreux paramètres supplémentaires via le logiciel Fuse de Fender.

### Différences avec le Vibro Champ XD
Par rapport au Vibro Champ XD, le Super Champ XD est plus volumineux, puisqu'il embarque un Haut-Parleur de 10 pouces, contre 8 pouces pour le Vibro Champ XD. Son étage d'amplification comporte également deux lampes au lieu d'une seule, passant sa puissance de sortie à 15 W contre 5 W pour le Vibro Champ XD. Enfin, le Vibro Champ XD est un ampli monocanal : il n'a que le canal 2 avec les voicings.